# Puente de Piedra (Lima)
El Puente de Piedra o Puente Antiguo es un puente ubicado en el centro histórico de Lima, capital del Perú. Cruza el río Rímac uniendo el Cercado de Lima con el distrito del Rímac. Es el inicio del jirón de la Unión que fuera en los primeros años de la república, la vía más importante de la ciudad. Es comúnmente denominado como Puente Trujillo debido a que es la prolongación del jirón Trujillo. Hasta 1861 fue el único puente de la ciudad.

## Historia
El Puente de Piedra reemplazó al puente que había mandado construir el virrey Andrés Hurtado de Mendoza en el siglo XVI y que una crecida del Rímac había destruido en 1607.
Fue construido en 1610 por el arquitecto español Juan del Corral, nacido en Santander, durante el mandato del virrey Juan de Mendoza y Luna, Marqués de Montesclaros, ante la progresiva urbanización del barrio de «abajo el puente» (actual distrito del Rímac). Costó más de 400 000 pesos de ese entonces.
En la entrada del puente, del lado del Cercado, se construyó el Arco del Puente, una estructura de cantería y ladrillo, que se averió en varias ocasiones debido a varios terremotos. En 1738 se instaló en su parte superior una estatua de bronce de Felipe V, elaborada por Baltazar Gavilán. Esta quedó destruida en el terremoto de 1746 y fue reemplazada por un reloj monumental que sin embargo quedó destruido en un incendio en 1789.
El puente fue el único nexo entre el la ribera norte del mismo y la antigua ciudad amurallada hasta la construcción del  en el siglo XIX.
En 1808 se realizaron importantes reparaciones durante el virreinato de Joaquín de la Pezuela. Hasta 1861, cuando se construyó el Puente Balta, fue el único nexo entre la antigua ciudad amurallada y la ribera norte. En 1902 el puente fue ensanchado y adquirió su forma actual.
Con la construcción de la Vía de Evitamiento se estableció un paradero de transporte público, que fue trasladado en 2006 tras la construcción del Puente Rayito de Sol. En los años 2010 se le realizó un apeo por cuenta de la construcción del túnel Vía Parque Rímac de la Línea Amarilla.

## Galería

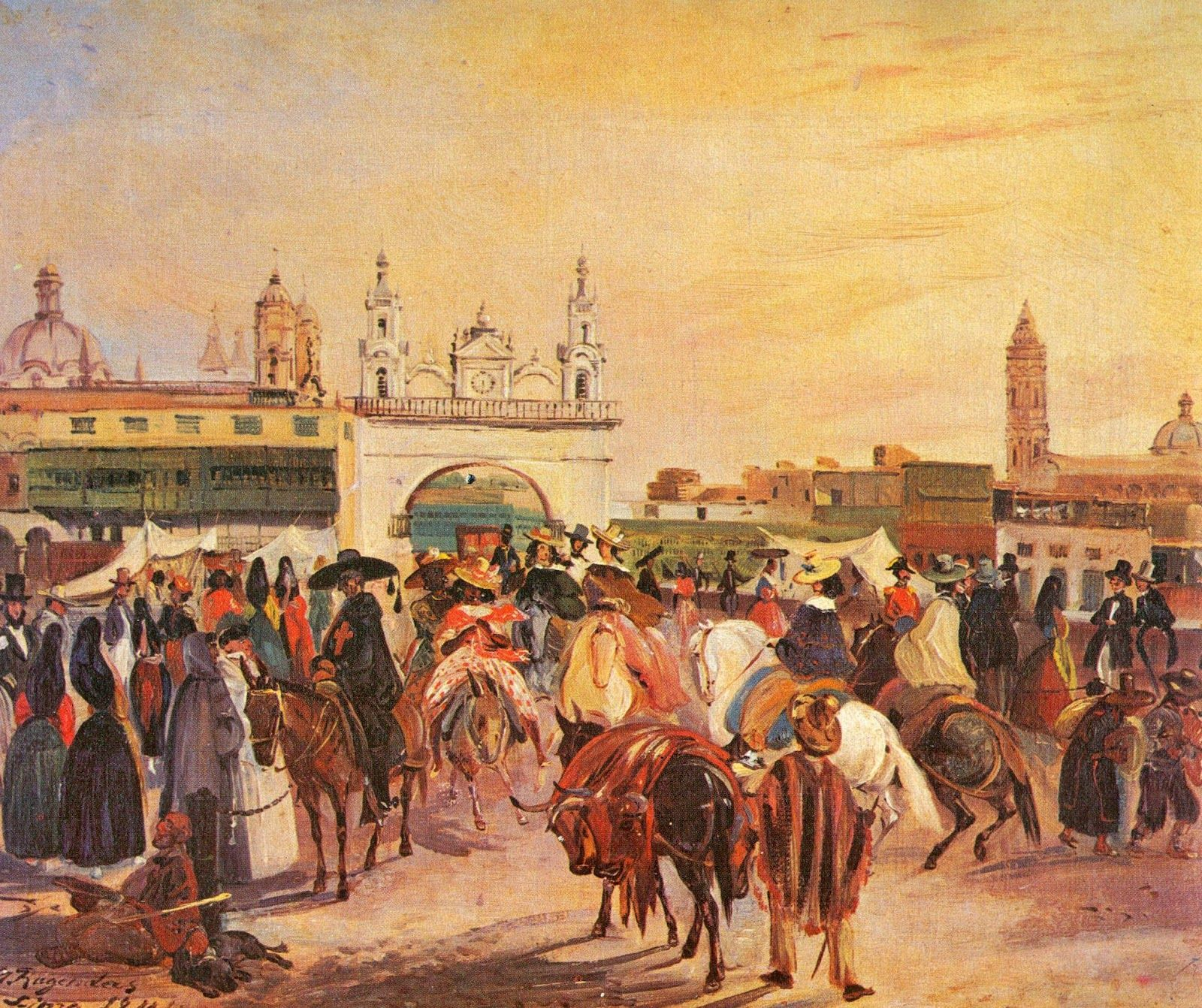
Puente de Piedra, de Rugendas (años 1800)
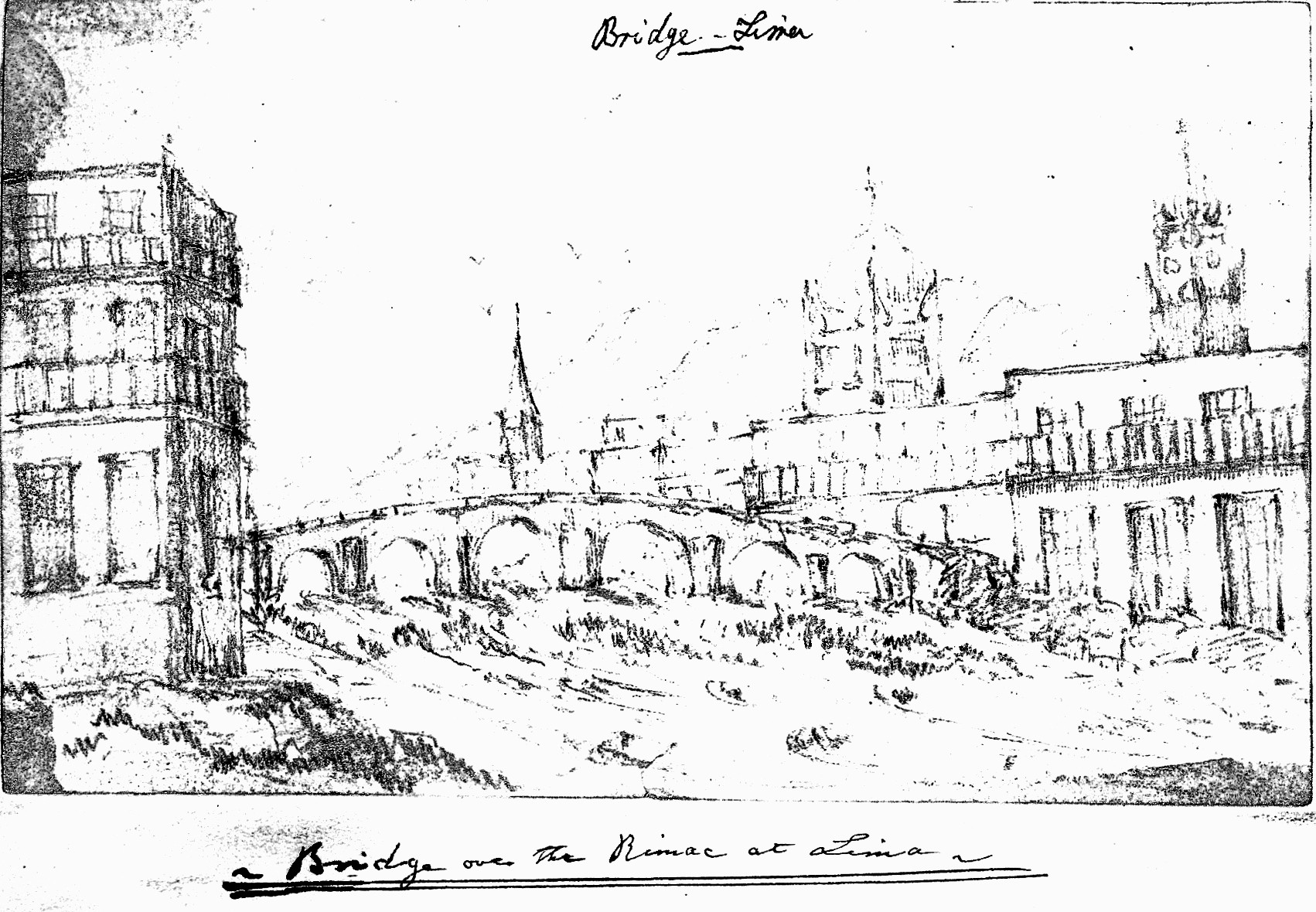
Dibujo del explorador Clements R. Markham (1853)
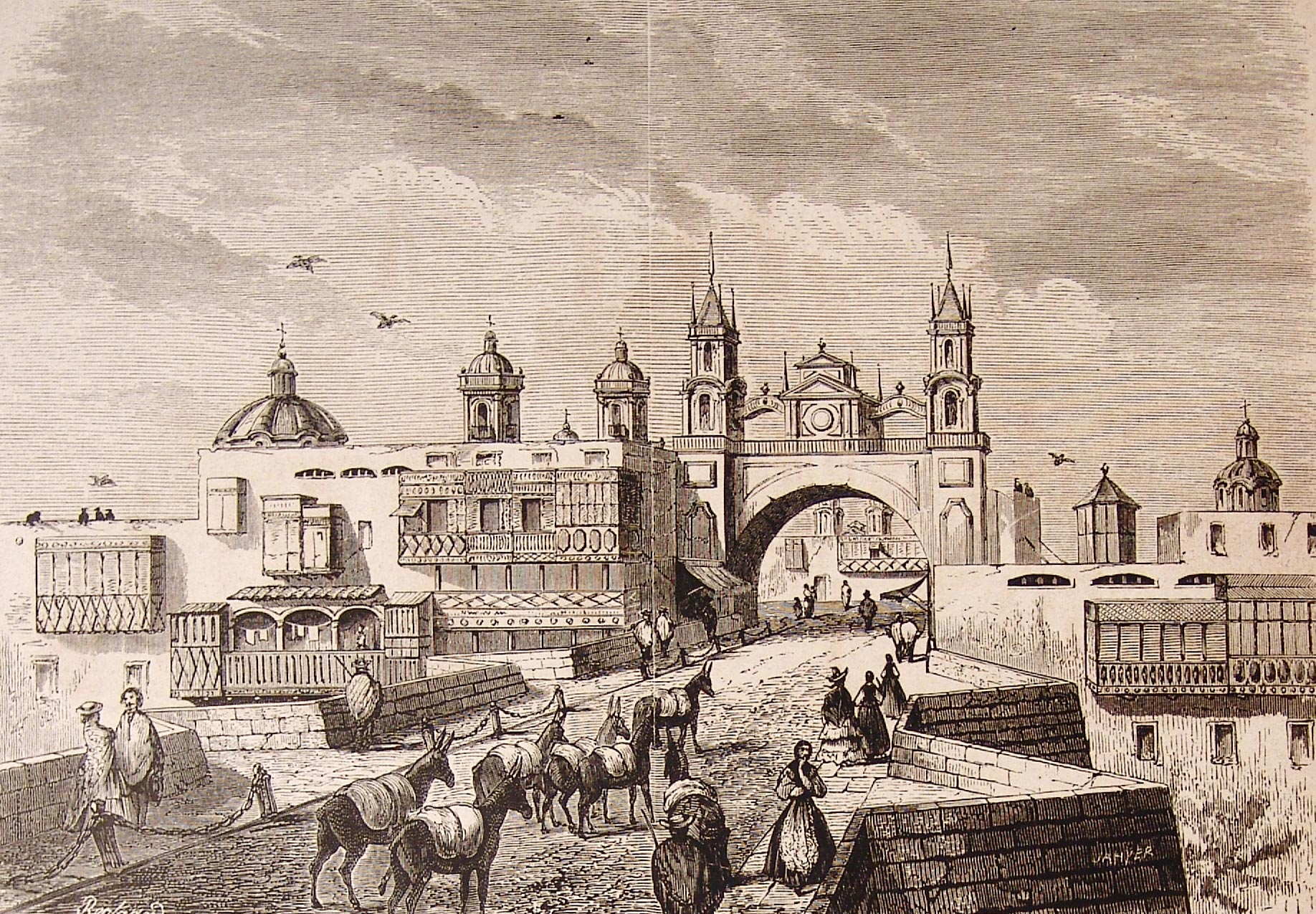
Imagen de El viajero ilustrado de 1878
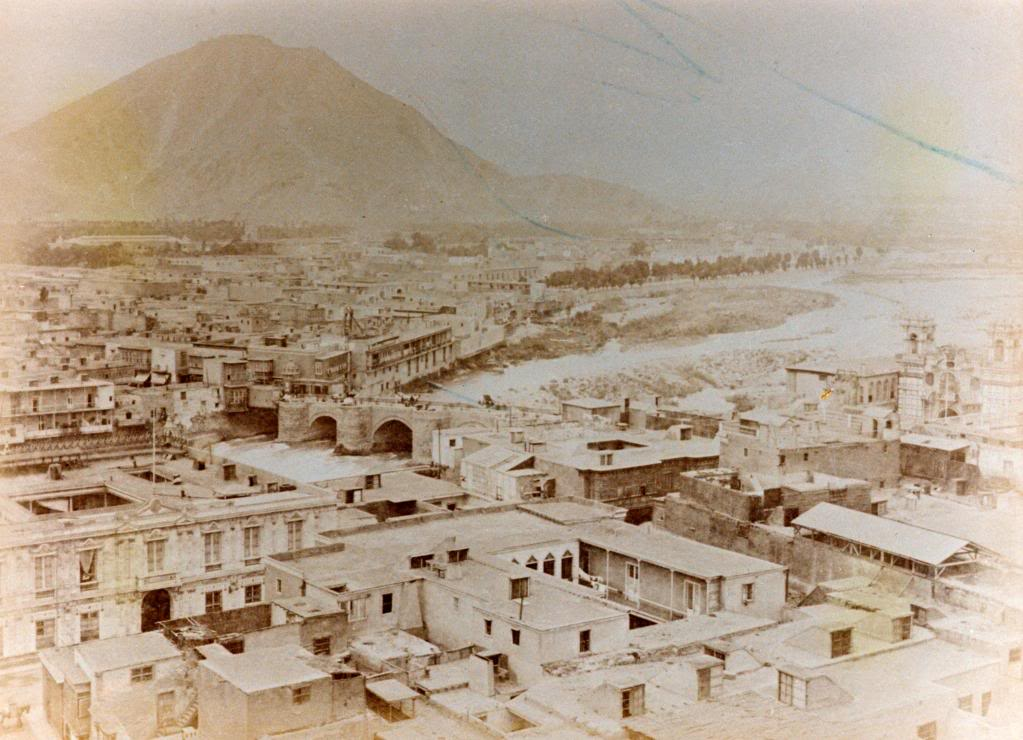
El Cercado, el barrio de San Lázaro y el cerro San Critóbal en los años 1880
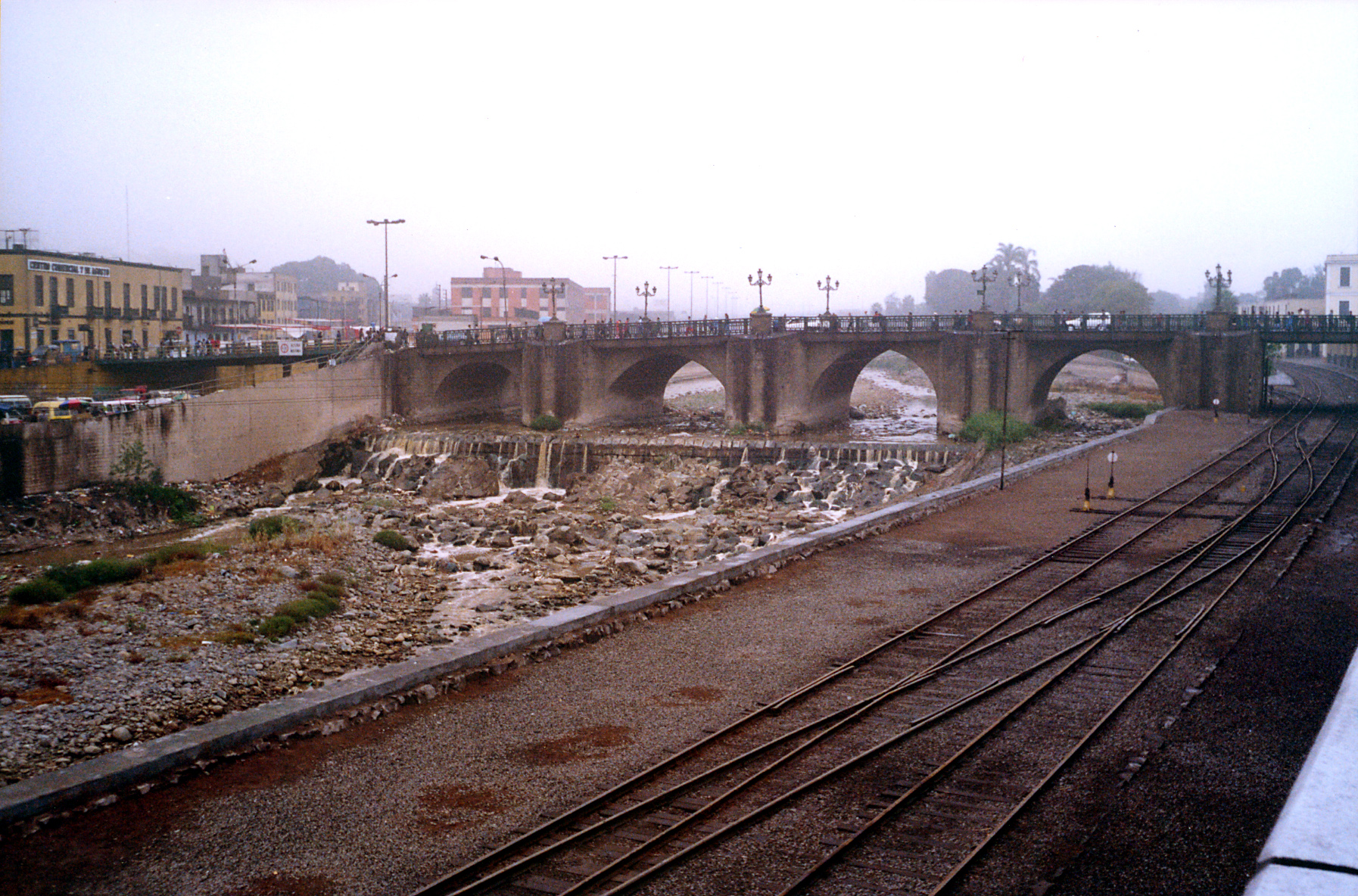
El puente en 2005 con los rieles del Ferrocarril Central del Perú
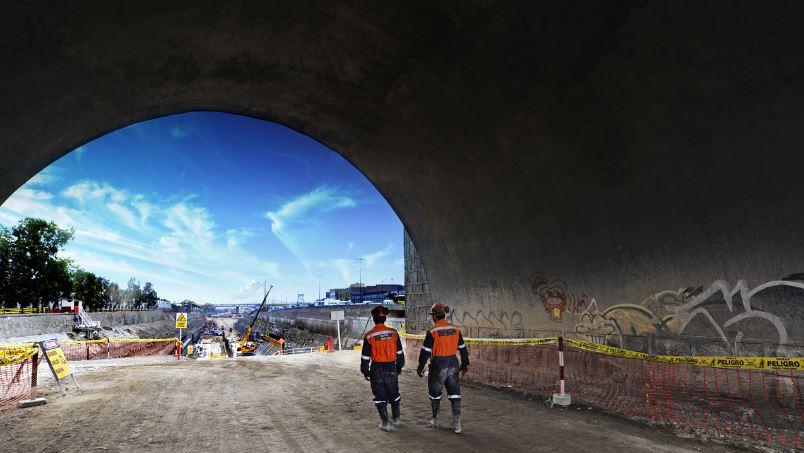
Construcción de la Vía Parque Rímac de la Línea Amarilla en 2014